# Lac des Corbeaux
Le lac des Corbeaux  est un lac glaciaire de 9 hectares situé à 887 mètres d'altitude sur la commune de La Bresse, dans les Vosges.

## Toponymie
Le nom du lac n'est pas lié à la présence de corbeaux. Une première hypothèse suggère que le nom est dû à la présence des sapins sombres qui le bordent et donnent à son eau une couleur noire comme celle des corbeaux. Ce raisonnement semble trop indirect et une deuxième hypothèse plus simple parait plus plausible. Le terme « corbeaux » serait une déformation du nom « courbées » faisant référence aux courbes du relief très pentu entourant le lac. Le nom « lac des Courbées » aurait dérivé vers « lac des Corbeaux ».

## Géographie

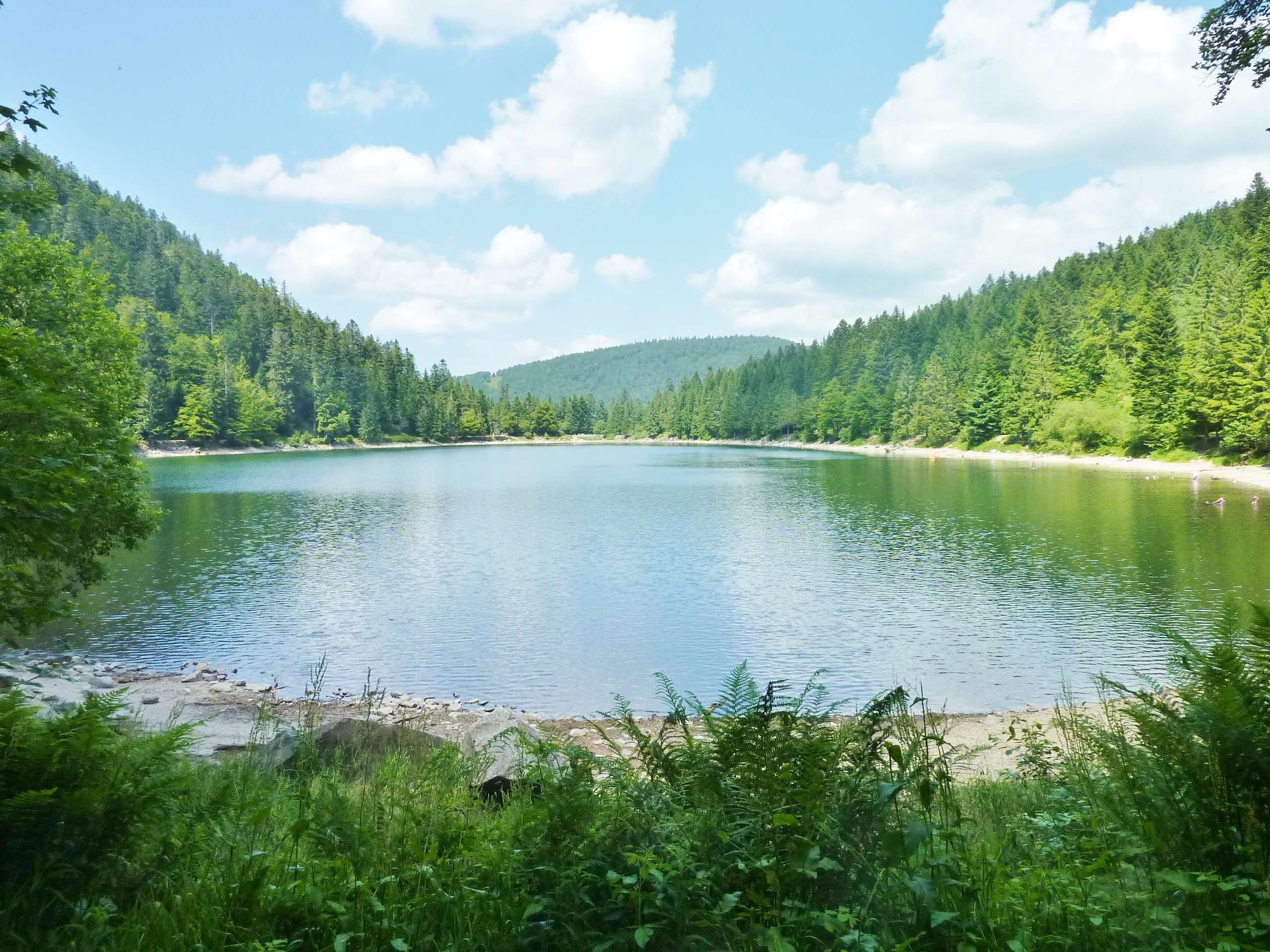
Vue sur le lac depuis le bord.

Le lac est situé à deux kilomètres au sud-est du centre de la commune de La Bresse. D'une longueur de 600 mètres et d'une largeur de 200 mètres, il a une profondeur de 27 mètres. Son volume d'eau maximum est de 420 000 m3 et sa superficie de 10 ha. Il alimente la goutte du lac des Corbeaux qui se jette 200 mètres en contrebas dans la Moselotte. Il alimente également une centrale hydroélectrique qui fait partie des centrales de la Régie municipale d'électricité de La Bresse qui fournit du courant à la ville.

## Activités

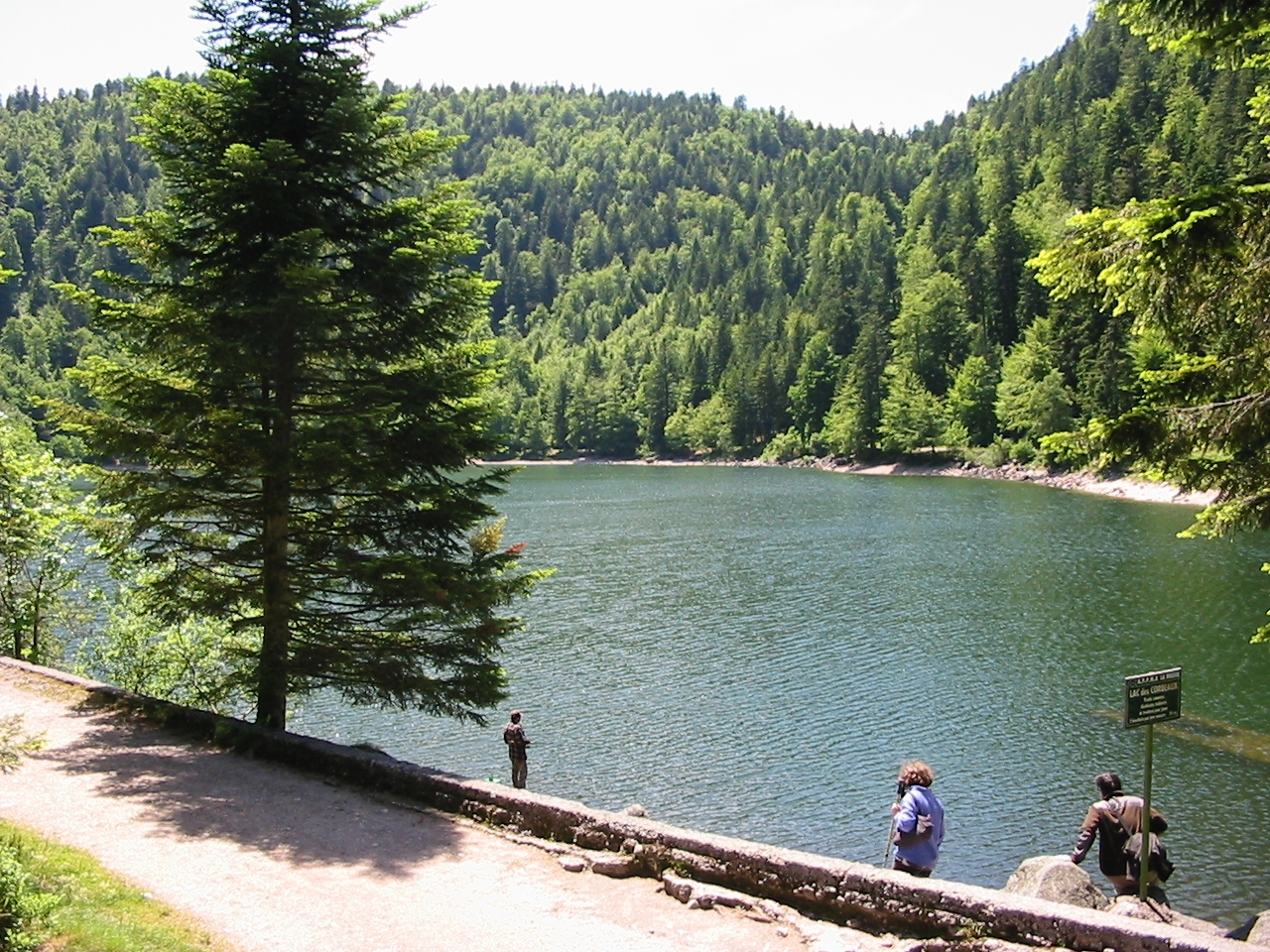
Pêche au lac des Corbeaux.

Accessible par route, le lac est un lieu de pêche et de tourisme. La baignade y est dite "aux risques et périls" autrement dit autorisée mais sans aménagement ni surveillance. On y pratique aussi la plongée sous-marine.
La Roche du Lac, sise à 1 050 mètres, offre une vue plongeante sur la cuvette malgré l'omniprésence des résineux. On y accède par un chemin circulaire, parfois dangereux, qui serpente parmi les résineux et traverse un pierrier côté ouest. Depuis le collet Mansuy (1 057 m), le marcheur peut rejoindre le col du Brabant situé à deux kilomètres.